# Championnats d'Europe d'haltérophilie 1983
Navigation
Édition précédente Édition suivante
Les championnats d'Europe d'haltérophilie 1983, soixante-deuxième édition des championnats d'Europe d'haltérophilie, ont eu lieu en 1983 à Moscou, en URSS.